# Крачкова
Крачкова (пол. Kraczkowa) — розташоване на Закерзонні село в Польщі, у гміні Ланьцут Ланьцутського повіту Підкарпатського воєводства.
Населення — 3584 особи (2011).

## Історія
Село закріпачене в 1369 р. Оттоном Пілицьким.
За податковим реєстром 1589 р. село входило до Тичинського округу Перемишльської землі Руського воєводства, у селі було 46 і 1/2 лану (коло 1160 га) оброблюваної землі та ще 2 лани необроблюваної, 2 корчми, млин, 40 загородників, 17 коморників з тягловою худобою і 18 без неї, 18 ткачів..
У 1772—1918 рр. — у складі Австрійської імперії. На той час унаслідок півтисячоліття латинізації та полонізації українці лівобережного Надсяння опинилися в меншості. Українці-грекокатолики села належали до парафії Залісє Каньчузького деканату Перемишльської єпархії. Востаннє вони фіксуються в селі в шематизмі 1849 р. і в наступному шематизмі (1868 р.) згадка про Крачкову вже відсутня.
Відповідно до «Географічного словника Королівства Польського» в 1883 р. Крачкова знаходилася в Ланцутському повіті Королівства Галичини і Володимирії, було 2082 мешканці в Крачковій (2032 римо-католиків і 50 юдеїв) та 462 в Цєрпішу (Горішньому й Долішньому).
У 1919—1939 роках село входило до Ланьцутського повіту Львівського воєводства Польщі, в 1934—1939 рр. — у складі ґміни Ланьцут.

## Демографія
Демографічна структура станом на 31 березня 2011 року:
|          | Загалом | Допрацездатний вік | Працездатний вік | Постпрацездатний вік |
| -------- | ------- | ------------------ | ---------------- | -------------------- |
| Чоловіки | 1728    | 389                | 1157             | 182                  |
| Жінки    | 1856    | 391                | 1084             | 381                  |
| Разом    | 3584    | 780                | 2241             | 563                  |